# 玉皇阁 (西城区)
玉皇阁位于北京市西城区育强胡同甲22号，是一座道教宫观。

## 历史
明朝宣德七年（1432年）创建朝天宫。明朝天启六年（1626年），朝天宫被大火烧毁。明朝末年，在朝天宫旧址北端兴建了“御敕护国天元观”，清朝经过重修，改称“玉皇阁”，又称“玉皇庙”。如今，玉皇阁建筑由中国青年杂志社使用。

## 建筑
玉皇阁坐北朝南，原有山门、二门、前殿三间、中殿三间、东、西配殿各六间、后殿三间、东、西配殿各三间。如今，山门已不存，现存二门以内的殿堂。